# Štadión pod Čebraťom

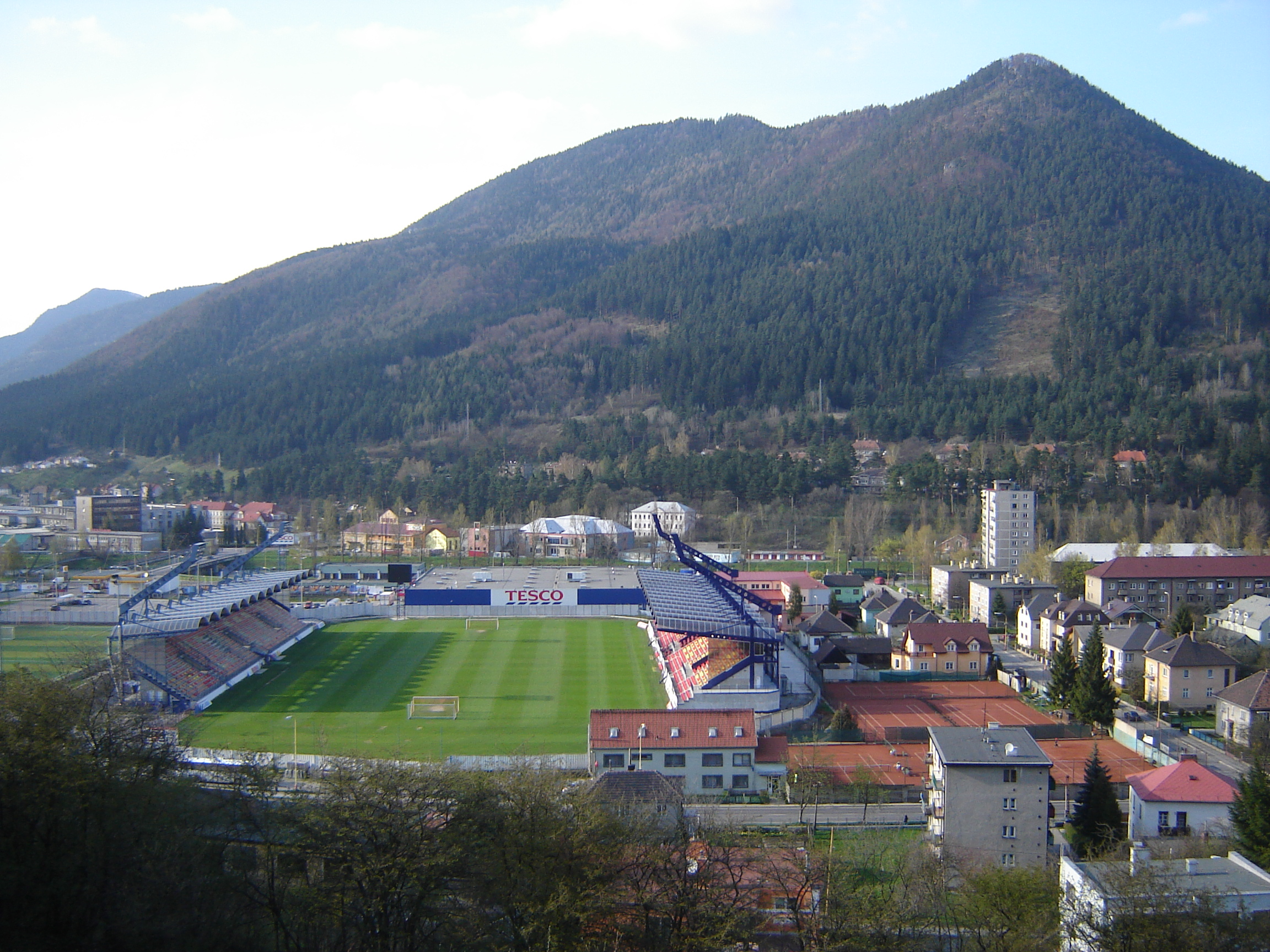
Štadión pod Čebraťom (2008)

Štadión pod Čebraťom (jiným názvem Štadión MFK Ružomberok) je fotbalový stadion slovenského klubu MFK Ružomberok, má kapacitu 4 817 diváků. Osvětlení stadionu je 1 400 luxů.
V roce 2013 se začal realizovat projekt modernizace fotbalových stadionů na Slovensku, na který vláda SR vyhradila celkovou dotaci 45 milionů eur za 10 let (4,5 mil. ročně). Pro štadión pod Čebraťom by měla činit celková výše 1 milion eur.